# Nó heráldico
Um nó heráldico (referido em heráldica como simplesmente nó) é um nó, não nó, ou design incorporando um nó, usado na heráldica europeia. É um símbolo complexo abrangendo vários significados todos relacionados à ideia central de um elo bem fechado. Implica também o simbolismo da espiral e da linha sigmóide.

## Nós heráldicos

Nó Bourchier, foi usado como um emblema heráldico pela família Bourchier
Nó de Bowen, nomeado após o galês James Bowen (falecido em 1629)
Nó Heneage , nsígnia da família Heneage de Lincolnshire
Nó Lacy, emblema da família de Lacy
Nó Saboia, emblema da Casa de Saboia
Nó Wake , emblema da família Wake